# Dizokaktus
Dizokaktus (lat. Disocactus) je rod koji sadrži epifitne kaktuse iz Meksika i južne Amerike. Danas uključuje sve vrste iz porodica: Aporocactus, Bonifazia, Chiapasia, Heliocereus, Lobeira, Nopalxochia, Pseudonopalxochia, i Wittia.

## Vrste
1. Disocactus ackermannii (Haw.) Ralf Bauer
2. Disocactus anguliger (Lem.) M.Á.Cruz & S.Arias
3. Disocactus aurantiacus (Kimnach) Barthlott
4. Disocactus biformis (Lindl.) Lindl.
5. Disocactus crenatus (Lindl.) M.Á.Cruz & S.Arias
6. Disocactus eichlamii (Weing.) Britton & Rose
7. Disocactus × kimnachii G.D.Rowley
8. Disocactus lepidocarpus (F.A.C.Weber) M.Á.Cruz & S.Arias
9. Disocactus lodei Véliz, L.Velásquez & R.Puente
10. Disocactus macdougallii (Alexander) Barthlott
11. Disocactus macranthus (Alexander) Kimnach & Hutchison
12. Disocactus nelsonii (Britton & Rose) Linding.
13. Disocactus phyllanthoides (DC.) Barthlott
14. Disocactus quezaltecus (Standl. & Steyerm.) Kimnach
15. Disocactus salvadorensis Cerén, J.Menjívar & S.Arias
16. Disocactus speciosus (Cav.) Barthlott

## Aporocactus
- Kaktuse iz ove grupe smo smjestili u rod Disocactus
- Aporocactus je uzgojen u Europi krajem 17. stoljeća
- Aporocactus je u rodu s epifitnim kaktusom koji raste na velikoj visini u Meksiku
- U divljini ovi kaktusi rastu na drveću ili na stjenama,u staklenicima im treba pružiti odgovarajuću mješavinu zemlje,ovi kaktusi se razmnožavaju rezanjem listova.
- Ne podnose hladnoću,vole zasjenjen položaj,njihovi listovi požute ako su previše izloženi suncu.
- Aporocactus cvjeta u rano proljeće,cvjetovi su mu dugi 5 cm i traju nekoliko dana.

Nekoliko kaktusa iz ove grupe:
- Aporocactus conzattii ili Disocactus martianus
- Aporocactus flagelliformis ili Disocactus flagelliformis
- Aporocactus flagelliformis var. leptophis ili Disocactus flagelliformis
- Aporocactus flagriformis ili Disocactus flagelliformis
- Aporocactus leptophis ili Disocactus flagelliformis
- Aporocactus mallisonii ili Disocactus 'Smithii'

## Heliocereus
- Grupa Heliocereus ima 4 vrste koje potječu iz Meksika,Gvatemale,El Salvadora,Hondurasa i Nikaragve.
- Ove vrste su se većinom koristile za dobivanje hibrida i mnogi kaktusi nalik na orhideje dobivene su miješanjem ove vrste.
- Ime Heliocereus dolazi od grčkog naziva za sunce,zbog toga što se cvjetovi ovih kaktusa otvaraju na suncu.
- Ova grupa kaktusa je svrstana u rod Disocactus.
- Ove kaktuse možemo pronaći na liticama i stjenama koje su njihovo stanište.
- Njihovo tijelo je bodljikavo ili prekriveno dlačicama.
- Cvjetovi im imaju cjevčiće s dlačicama. Cvjetovi su crvene,narančaste ili ljubičaste boje.
- Evo nekoliko vrsta iz ove grupe:
- Heliocereus amecamensis ili Disocactus speciosus
- Heliocereus aurantiacus ili Disocactus aurantiacus
- Heliocereus cinnabarinus ili Disocactus cinnabarinus
- Heliocereus coccineus ili Selenicereus setaceus
- Heliocereus elegantissimus ili Disocactus schrankii
- Heliocereus luzmariae ili Disocactus schrankii
- Heliocereus schrankii ili Disocactus schrankii
- Heliocereus schrankii var. Elegantissimus ili Disocactus schrankii
- Heliocereus serratus ili Disocactus speciosus
- Heliocereus speciosissimus ili Disocactus speciosus

## Nopalxochia
- Ovo je grupa kaktusa koja spada u rod Disocactus.
- Danas se ova grupa i prepoznaje po imenu Disocactus.
- Ovi kaktusi potječu iz Meksika i južne Amerike
- Kaktusi iz ove grupe su također epifitni što znači da crpe sve što im je potrebno iz drva.
- Evo nekoliko vrsta:
- Nopalxochia ackermanni ili Disocactus ackermannii
- Nopalxochia ackermannii var. conzattiana ili Disocactus ackermannii var. conzattianus
- Nopalxochia conzattiana ili Disocactus ackermannii var. conzattianus
- Nopalxochia horichii ili Disocactus kimnachii
- Nopalxochia macdougallii ili Disocactus macdougallii
- Nopalxochia phyllanthoides ili Disocactus phyllanthoides